# Geweispons
De geweispons (Haliclona oculata) is een sponssoort in de taxonomische indeling van de gewone sponzen (Demospongiae). De spons komt uit het geslacht Haliclona en behoort tot de familie Chalinidae. De geweispons werd in 1759 voor het eerst wetenschappelijk beschreven door Carl Linnaeus. in Nederland langs de gehele kust en in de Waddenzee op hard substraat. 

## Beschrijving
De geweispons is meestal lichtbruin van kleur, maar kan ook geelachtig, groenachtig, roze of paars zijn. Het heeft de vorm van een boom met gedigitaliseerde takken en rijst op uit een beperkt korstvormend houvast. Het is meestal ongeveer 30 cm hoog en heeft een fluweelachtig oppervlak. Takken zijn meestal talrijk, met een diameter van ongeveer 7 mm en zijn meestal zijdelings samengedrukt. De spons heeft een robuuste consistentie, maar is gemakkelijk samendrukbaar en zeer flexibel. Het lichaam van de spons bestaat uit kiezelnaalden en sponginevezels, en is in staat om veel water op te nemen. 

## Verspreiding
De geweispons is een noordelijke soort, die overal in de Noord-Atlantische Oceaan voorkomt (inclusief Canada en Noord-Amerika), tot in het zuiden van Portugal. Komt vermoedelijk ook in het gehele Arctische en subarctische gebied voor. Deze sponssoort is te vinden aan open kusten en de buitenste regionen van estuaria, meestal ondiep water tot ongeveer 125 meter diepte. De soort wordt vaak geassocieerd met nogal dichtgeslibd water. Meestal op rotsachtige of zanderige ondergrond, vaak vastgehecht aan stenen en rotsen. Kan een laag zoutgehalte en troebel water met zwevend slib verdragen.